# Birth of America
Birth of America (tạm dịch: Nước Mỹ khai sinh) là một trò chơi máy tính thuộc thể loại chiến thuật theo lượt của SEP BOA, một nhóm phát triển tại AGEOD.

## Lối chơi
Trong Birth of America, người chơi điều khiển một trong những đối thủ lớn của cuộc chiến tranh giữa Pháp và người Da đỏ hoặc Chiến tranh giành độc lập Hoa Kỳ, cố gắng để đạt được chiến thắng quân sự và chính trị. Phạm vi của trò chơi bao gồm tất cả Bắc Mỹ, từ Florida đến Quebec và New England đến Mississippi trong giai đoạn từ năm 1755 đến 1783. Bản đồ game được chia thành hơn 700 tỉnh thành, với sự đa dạng lớn về địa hình, khí hậu và cấp độ văn minh.
Có hai quốc gia đánh nhau trong tất cả mười kịch bản của trò chơi. Những lượt đi trong game tương ứng với một tháng của thời gian lịch sử. Kịch bản thay đổi từ vài tháng đến gần 9 năm. Người chơi kiểm soát chủ yếu là các hành động quân sự của quốc gia họ. Điều này bao gồm các hoạt động như chế độ quân dịch, xây dựng pháo đài và kho bãi, vây hãm và phong tỏa, đánh phá các khu định cư của đối phương và trận chiến, cả trên đất liền và trên biển. Birth of America có hai cuộc chiến tranh là chiến tranh với Pháp và người Da đỏ và Cách mạng Mỹ. Mục đích của game là tấn công và chiếm giữ mục tiêu, thị trấn chiến lược và quản lý chiến lược để giành chiến thắng trận đánh do đó làm gia tăng tình trạng nguy khốn. Các sự kiện chính trị thực sự, chẳng hạn như trận chiến đồi Bunker và việc ký kết Tuyên ngôn Độc lập, cũng sẽ ảnh hưởng đến kết quả của tinh thần trong suốt trò chơi.

## Đón nhận
Birth of American nhận được sự đánh giá chủ yếu là hỗn hợp từ giới phê bình. PC Gamer UK nhận xét rằng trò chơi "giành được nhân vật độc đáo của chiến tranh Cách mạng Mỹ mà không lấn át luôn cả Washingtons và Howes về mặt chi tiết." GameSpot chấm cho game 6.9/10 điểm, than vãn rằng "nó chẳng làm được gì đủ để mở rộng sự hấp dẫn của thể loại này cho người mới đến."